# Монти-Алегри-ди-Гояс
Монти-Алегри-ди-Гояс (порт. Monte Alegre de Goiás) — муниципалитет в Бразилии, входит в штат Гояс. Составная часть мезорегиона Север штата Гойяс. Входит в экономико-статистический микрорегион Шапада-дус-Веадейрус. Население составляет 6341 человек. Занимает площадь 3131,5 км². Плотность населения — 2,05 чел./км².

## История
Город основан в 1947 году.

## Статистика
- Валовой внутренний продукт на 2003 год составляет 29 314 297,00 реалов (данные: Бразильский институт географии и статистики).
- Валовой внутренний продукт на душу населения на 2003 год составляет 4536,41 реалов (данные: Бразильский институт географии и статистики).
- Индекс развития человеческого потенциала на 2000 год составляет 0,625 (данные: Программа развития ООН).

## География
Климат местности: тропический.